# Asunción de santa María Magdalena
La Asunción de santa María Magdalena o Comunión mística de santa María Magdalena es una pintura al óleo y temple sobre tabla (209,5 x 166,2 cm) de Antonio Pollaiuolo, de 1460 aproximadamente y conservada en el Museo della Pala del Pollaiuolo en Staggia Senese, fracción de Poggibonsi (provincia de Siena).

## Historia
La obra se encontraba originariamente en la iglesia de santa María en Staggia, para la cual había sido comisionada a Pollaiuolo por el notario Bindo Grazzini, activo a en Florencia pero originario del pequeño pueblo fortificado. Grazzini era particularmente devoto de la Magdalena, a la cual había hecho dedicar una capilla en la iglesia y también un pequeño hospital en su ciudad natal. 
La obra permaneció largo tiempo olvidada siendo redescubierta por Guido Carocci en 1899. En 1905 se publicó, destacada por Bernard Berenson.

## Descripción y estilo
Cuatro ángeles alzan milagrosamente a María Magdalena de la gruta en la cual habitaba en el desierto en oración y penitencia, mientras un quinto le da la comunión. La santa, cuyos larguísimos cabellos ásperos cubren su cuerpo desnudo, magro y marchito por el ascetismo, hasta las rodillas, alza las manos unidas en oración, dirigiendo la mirada a su meta celeste. El movimiento ascendente está evidenciado, además de por cintas que se agitan, por la visión "a vista de pájaro" del paisaje, obtenida mediante un horizonte particularmente bajo, en el que el cielo se ilumina como al amanecer. 
La obra está dominada por valores lineales, luego desarrollados en las obras posteriores de Pollaiuolo: la línea de contorno, tensa y elástica, modela con precisión las anatomías y crea ritmos sabiamente orquestados donde los gestos antinaturales se destacan, con escorzos difíciles, dando sensación de movimiento a las ropas y las extremidades. 
La roca clara en la que se encuentra la gruta recuerda la particular plasmación de "prismas de luz" de Domenico Veneziano, visible en obras como el Juan Bautista en el desierto, de 1445 aproximadamente.